# Acuerdo Integral de Economía y Comercio
El Acuerdo Integral sobre Economía y Comercio o Acuerdo Económico y Comercial Global (AECG), más conocido por sus siglas en inglés  CETA (Comprehensive Economic and Trade Agreement), es una propuesta de tratado de libre comercio entre la Unión Europea y Canadá.
Al igual que con el TTIP, este acuerdo ha sido ampliamente criticado por el secretismo en el que se han desarrollado las negociaciones y por las posibles consecuencias laborales, jurídicas, sanitarias o medioambientales.
Sectores importantes de la población de los países de la Unión Europea se oponen a la firma de este acuerdo de libre comercio[cita requerida] con protestas en las calles y piden una consulta popular.[cita requerida]
A pesar del desacuerdo inicial del parlamento regional belga de Valonia, que impedía que Bélgica diera su consentimiento, finalmente el Acuerdo fue aprobado por el Consejo de la Unión Europea y está a la espera de ser ratificado  por los parlamentos nacionales de los Estados miembros. El Congreso de los Diputados de España lo ratificó el 18 de mayo de 2017.